# 塔里克·史庫柏
塔里克·丹尼爾·史庫柏（英語：Tarik Daniel Skubal，1996年11月20日—）為美國職棒大聯盟的投手，目前效力於底特律老虎隊。他是2018年選秀第9輪新秀，2020年初次登場。2024年球季的史庫柏有著爆炸性的表現，個人生涯首次入選全明星陣容，球季結算成績更是美國聯盟自2011年以來首見的投手三冠王。

## 職業生涯
2018年大聯盟選秀，老虎在第九輪選進史庫柏。2019年，他在2A拿下2勝3敗，防禦率2.13。整季他122.1局投球送出179次三振。
2020年，史庫柏受邀參加大聯盟春訓。8月18日，史庫柏登上大聯盟。他在8月29日拿下大聯盟首勝。整季他拿下1勝4敗，防禦率5.63。

### 2021年
3月24日，球隊宣布史庫柏將進入先發輪值。7月3日，他成為老虎隊史首位在明星賽前累積100次三振的菜鳥投手。9月25日，史庫柏投出單季第200次三振。整季他拿下8勝12敗，防禦率4.34。

### 2022年
這年史庫柏入選先發輪值，整季拿下7勝8敗，防禦率3.52。8月3日，他因為左手疲勞而進入傷兵名單。後來他在17日進行屈指肌腱手術，球季提前報銷。

### 2023年
3月14日，史庫柏被移除60日傷兵名單，他直到7月4日才重返球場。9月，他獲選為美聯單月最佳投手。該月他拿下4勝，防禦率僅0.90。整季他拿下7勝3敗，防禦率為2.80。

### 2024年
這年他獲選為老虎隊開幕戰先發投手。4月28日，他成為隊史首位在前6場先發投出超過40次三振且保送低於9次的投手。5月5日，他成為隊史百年來首位單場投出超過12次三振無保送的投手。

## 個人生活
史庫柏有三個兄弟，他的父親是一名校長。

## 外部連結
- 球員資訊和成績在MLB ，ESPN ，Baseball Reference ，Fangraphs ，The Baseball Cube （英文）
- 塔里克·史庫柏在台灣棒球維基館上的頁面（繁體中文）